# Lagunda tingslag
Lagunda tingslag var ett tingslag i Uppsala län och i Uppsala läns mellersta domsaga. 
Tingslaget bildades 1680 och upphörde 1 januari 1927 då den uppgick i Trögds tingslag.

## Ingående områden
Tingslaget omfattade Lagunda härad.